# Vignoux-sur-Barangeon
Vignoux-sur-Barangeon é uma comuna francesa na região administrativa do Centro, no departamento Cher. Estende-se por uma área de 24,92 km². Em 2010 a comuna tinha 2 159 habitantes (densidade: 86,6 hab./km²).